# Diamantes azules
Los diamantes azules son un tipo de diamantes que exhiben todas las propiedades inherentes del mineral, excepto por el color azul. Su dureza en la escala de Mohs es similar a la de un diamante normal, con una dureza de 10. Su color azul se debe a las trazas de impurezas de boro en su estructura cristalina. Los diamantes azules pertenecen a una subcategoría llamada diamantes de color, nombre genérico para los diamantes que exhiben un color intenso.

## Propiedades que determinan el valor
Los diamantes azules se clasifican según los mismos cuatro parámetros básicos que rigen la clasificación de todas las piedras preciosas: las cuatro C del Connoisseurship: "color", "claridad", "corte" y "carats" (peso en quilates). El color se considera el criterio más importante para clasificar un diamante azul y determinar su valor. Sin embargo, los diamantes azules más valiosos también presentan los grados de claridad más altos. No se conoce ningún diamante azul con una clasificación de claridad completamente impecable (F), aunque se conocen varios con una clasificación de "Internamente Impecable" (IF).
Uno de los primeros diamantes azules mencionados es el diamante Hope, de un azul grisáceo oscuro de fantasía y 45,52 quilates de peso, que se cree que fue descubierto en la India, pero cuya primera presencia registrada fue en 1666 por el comerciante de gemas francés Jean-Baptiste Tavernier, de quien recibió el nombre de Tavernier Blue. Su último propietario fue el famoso joyero Harry Winston, quien lo donó al Museo Nacional de Historia Natural de los Estados Unidos en Washington D. C. Los diamantes incoloros («blancos») han sido el tipo de diamante más codiciado a lo largo de los siglos, pero la existencia de este diamante azul hace tanto tiempo confirma la realidad de la demanda de diamantes de colores de fantasía desde tiempo atrás.

### Color
En gemología, el color se divide en tres componentes: «tono», «saturación» y «luminosidad». Los diamantes azules se presentan en tonalidades que van del verde azulado al gris azulado, siendo el azul el tono primario. El verde y el gris son los tonos secundarios habituales en los diamantes azules. Los diamantes azules se consideran más bellos y valiosos cuando no presentan ningún color secundario, y son de color azul puro. Sin embargo, un diamante azul puro de color claro puede considerarse menos valioso que un diamante verde azulado o gris azulado, cuyo color es más intenso. Por esta razón, la característica del color es muy compleja en los diamantes azules. La mayoría de los diamantes azules puros son Tipo IIb, lo que significa que contienen muy pocas o ninguna impureza de nitrógeno. Las piedras azules del Tipo Ia contienen un tono secundario y obtienen su color de la presencia de hidrógeno.

### Claridad
Como con todos los diamantes, se utiliza una lupa estándar para clasificar la claridad. Esto significa que las inclusiones se juzgan según la apariencia del diamante con un aumento de 10x, y no según su apariencia a simple vista. A diferencia de los diamantes incoloros, la claridad de los diamantes azules tiene poco efecto en su valor. La excepción es cuando un diamante de color muy intenso tiene una claridad especialmente alta. En este caso, la claridad puede añadir un valor enorme.

### Tratamientos
Los diamantes azules solo se consideran raros y valiosos si son naturales. Un diamante azul natural se define como un diamante azul extraído con su color azul ya presente. Desde la década de 1950, se han desarrollado numerosos métodos para cambiar la apariencia de un diamante, incluyendo añadir color a una piedra incolora. Estos se consideran diamantes "mejorados" y no tienen el valor de un diamante azul natural ni mismo valor de reventa. Los diamantes azules mejorados no se compran con la intención de invertir ni de revenderlos. También se han fabricado diamantes azules sintéticos utilizando el método HPHT.

## Minas de diamantes azules
El diamante azul más antiguo registrado, el diamante Hope, fue descubierto en la India, en la mina Kollur, en el distrito de Guntur de Andhra Pradesh (que en ese momento formaba parte del reino de Golconda), en el siglo XVII. Sin embargo, también se han descubierto diamantes azules en la mina Cullinan en Sudáfrica y en la región india de Golconda. También se han descubierto algunos diamantes azules en la mina Argyle, localizada en Australia Occidental, y se ofrecen en su balance anual cuando se encuentra alguno. Se cree que los diamantes azules, a diferencia de la mayoría de los otros diamantes, se forman en la parte inferior del manto de la Tierra, y que el boro que crea su color azul se origina a partir de serpentinita transportada hasta el manto por los océanos mediante la subducción generada por la tectónica de placas.

## Diamantes azules en la cultura popular
- Aparte de la legendaria maldición del diamante Hope, se puede decir que los diamantes azules no tienen una presencia importante en la cultura mundial. Sin embargo, desde 2015, se han convertido en las gemas más codiciadas en las grandes subastas. Esto se debió a la venta del diamante "Zoe" de 9,75 quilates, una pieza de color azul intenso y sofisticado, al multimillonario hongkonés Joseph Lau, quien lo compró para su pequeña hija, Zoe, y le puso su nombre.[18]

- Un personaje antropomórfico conocido como Diamante Azul es miembro de la Gran Autoridad de Diamantes en el programa de televisión Steven Universe.

## Diamantes azules notables
| Diamante azul                    | Origen                                                           | Importancia |
| -------------------------------- | ---------------------------------------------------------------- | --- |
| Diamante Hope                    | Mina Kollur, Golconda, India                                     | Una de las joyas más famosas del mundo, cuyos registros de propiedad se remontan a casi cuatro siglos. |
| Diamante Baby Hope               | Kalimantan, Indonesia                                            | Se creía que era una pieza perdida del diamante Hope, ya que fosforesce rojo como el Hope. El diamante azul intenso de 7,26 quilates proviene de Kalimantan, Indonesia, una de las fuentes de diamantes más antiguas conocidas. |
| Diamante Wittelsbach             | Mina Kollur, Golconda, India                                     | Pasó por la realeza austriaca hasta que fue vendido en subasta en 2008 a Laurence Graff y posteriormente pulido. |
| Diamante Tereshchenko            | Probablemente mina Kollur, Golconda, India                       | Originalmente propiedad de la prominente familia Tereschenko, vendido en subasta en 1984 a Robert Mouawad. |
| Diamante Corazón de la Eternidad | Sudáfrica                                                        | Parte de la exposición "Joyas del Milenio de De Beers" en 2000, también se exhibió en la exposición "Esplendor de los Diamantes" del Smithsonian en Washington D. C. en 2005. |
| Diamante Sultán de Marruecos     | Mina Kollur, Golconda, India                                     | Originalmente propiedad de la familia Yousupov en Rusia, posteriormente pasó a manos de los sultanes en Marruecos. |
| Diamante Azul de Transvaal       | Mina Premier (ahora llamada Mina Cullinan), Transvaal, Sudáfrica | Antiguamente propiedad de los hermanos Baumgold, se desconoce su actual propietario. |
| Diamante Zoe                     | Probablemente Sudáfrica                                          | Originalmente propiedad de Rachel “Bunny” Mellon, se vendió en una subasta en 2014 por 32,5 millones de dólares, lo que lo convirtió, en ese momento, en el precio más alto jamás pagado por un diamante, el precio más alto jamás pagado por un diamante azul en una subasta y el precio por quilate más alto jamás pagado por un diamante. |
| Diamante Luna Azul de Josefina   | Sudáfrica                                                        | Vendido en subasta al multimillonario de Hong Kong Joseph Lau Luen-hung en noviembre de 2015 para su hija Josephine, de 7 años, un año después de que comprara el diamante Zoe para su hija Zoe, de 12 años. Con 48,5 millones de dólares, se convirtió, en ese momento, en el precio más alto jamás pagado por un diamante, el precio más alto jamás pagado por un diamante azul en una subasta y el precio por quilate más alto jamás pagado por un diamante. |
| Diamante Azul Oppenheimer        | Mina Premier, Sudáfrica                                          | Originalmente propiedad de la familia Oppenheimer, el diamante se vendió en una subasta en 2016 por 58 millones de dólares, lo que lo convirtió en el precio más alto jamás pagado por un diamante y el precio más alto jamás pagado por un diamante azul en una subasta. |
| Diamante Azul Okavango           | Mina de Orapa, Botsuana                                          | El diamante azul más grande jamás descubierto en Botsuana, captó la atención de los medios porque su tamaño original, 41,11 quilates, era comparable al del famoso diamante Hope, cuya claridad y pureza este diamante recién descubierto superaba. Su peso se redujo a 20,46 quilates tras el corte y pulido. |
| Diamante Winston Azul            | Sudáfrica                                                        | El diamante de fantasía azul vívido más grande del mundo. considerado la pieza impecable y vívida de mayor tamaño de su categoría, adquirido por Harry Winston, Inc. (una subsidiaria propiedad al 100 % de Grupo Swatch desde enero de 2013) el 15 de mayo de 2014 a una persona anónima por 23,8 millones de dólares en la subasta Geneva Magnificent Jewels de la casa Christie's.                                                                           |

## Galería

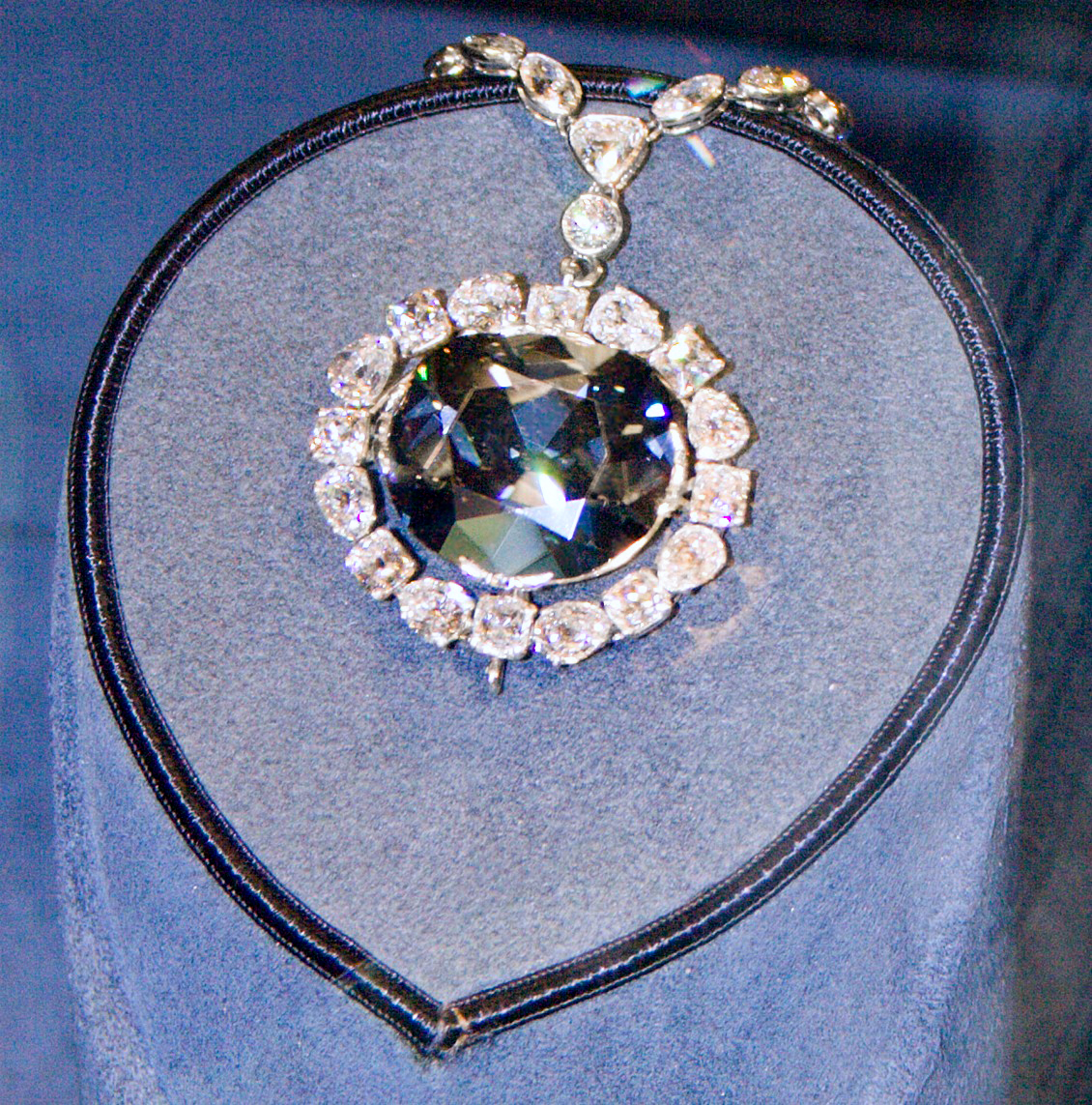
Diamante Hope
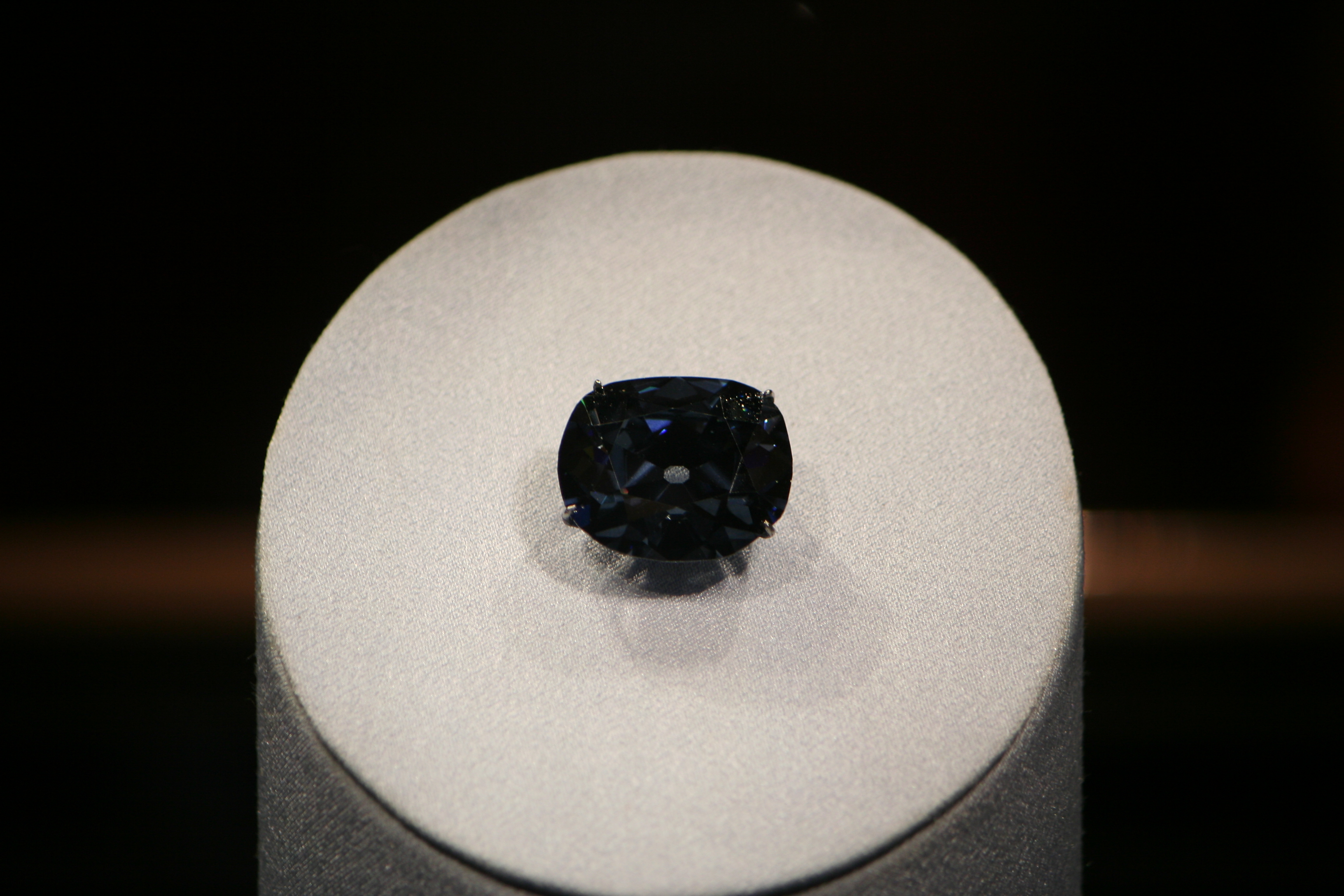
El diamante Hope sin iluminación
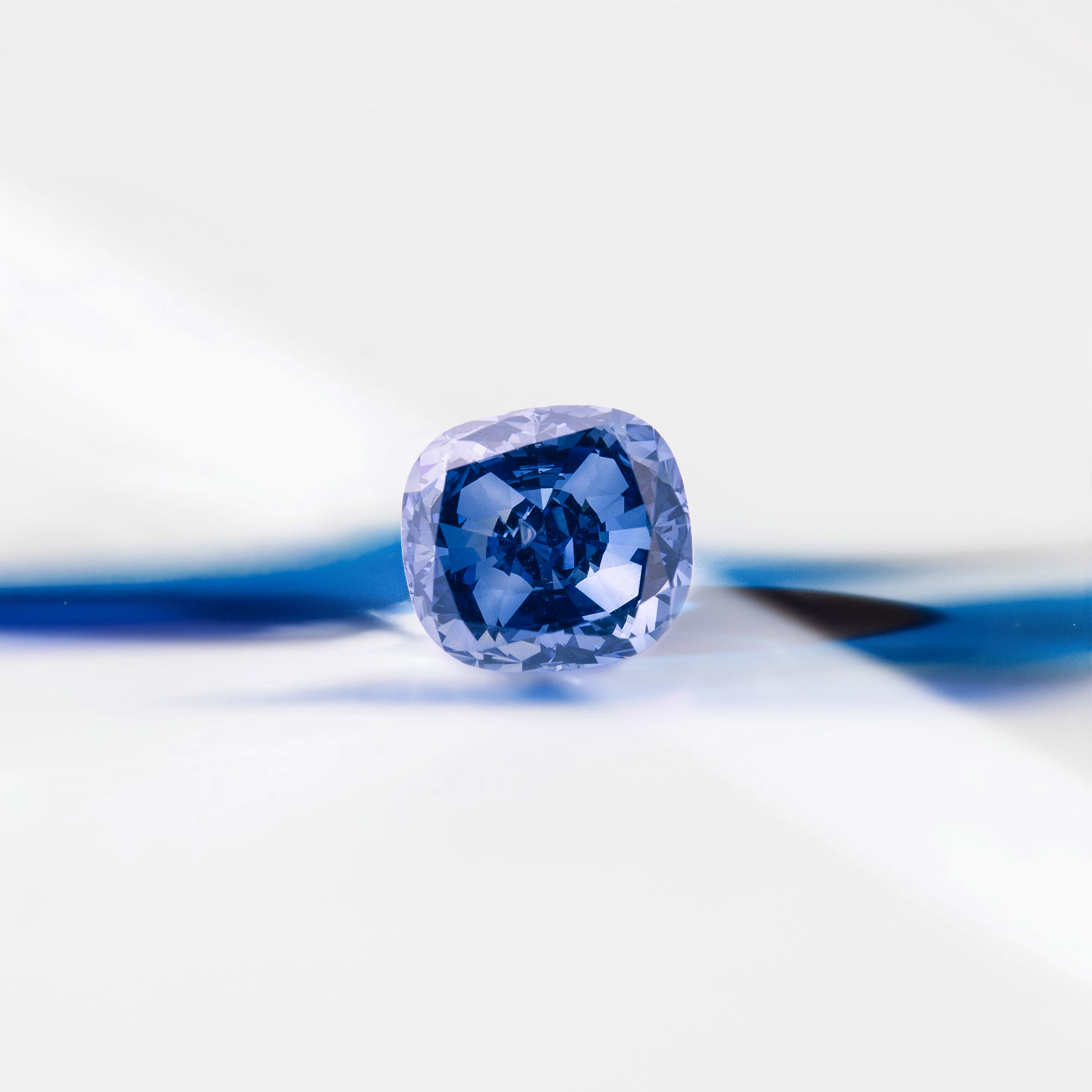
Pulsera de diamantes azules sintéticos